# ریونگسونگ-گویوک
ریونگسونگ-گویوک (انگلیسی: Ryongsong-guyok) بخشی در کشور کره شمالی است که در پیونگ‌یانگ واقع شده‌است.